# Хосе Рамон Грихалва Хименез, Километро Синко (Агва Пријета)
Хосе Рамон Грихалва Хименез, Километро Синко (шп. José Ramón Grijalva Jiménez, Kilómetro Cinco) насеље је у Мексику у савезној држави Сонора у општини Агва Пријета. Насеље се налази на надморској висини од 1220 м.

## Становништво
Према подацима из 2005. године у насељу је живео 1 становник.

### Хронологија
| Година       | 2000 | 2005 |
| ------------ | ---- | ---- |
| Становништво | 5    | 1    |

### Попис
| # | Индикатор                        | Вредност |
| - | -------------------------------- | -------- |
| 1 | Укупно појединачних домаћинстава | 1        |